# Corbreuse
Corbreuse ist eine französische Gemeinde mit 1.675 Einwohnern (Stand: 1. Januar 2022) im Département Essonne in der Region Île-de-France; sie gehört zum Arrondissement Étampes und ist Teil des Kantons Dourdan. Die Einwohner werden Corbreusois genannt.

## Geographie
Corbreuse liegt etwa 48 Kilometer südwestlich von Paris. Der Orge begrenzt die Gemeinde im Nordwesten. Umgeben wird Corbreuse von den Nachbargemeinden Dourdan im Norden und Nordosten, Les Granges-le-Roi im Osten, Richarville im Südosten, Authon-la-Plaine im Süden, Chatignonville und Allainville im Südwesten, Saint-Martin-de-Bréthencourt im Westen sowie Sainte-Mesme im Nordwesten.

## Bevölkerungsentwicklung
| Jahr                      | 1962 | 1968 | 1975 | 1982 | 1990 | 1999 | 2006 | 2012 |
| Einwohner                 | 341  | 377  | 577  | 1144 | 1369 | 1486 | 1643 | 1738 |
| Quelle: Cassini und INSEE |      |      |      |      |      |      |      |      |

## Sehenswürdigkeiten
- Kirche Notre-Dame-de-l'Assomption, seit 1950 Monument historique

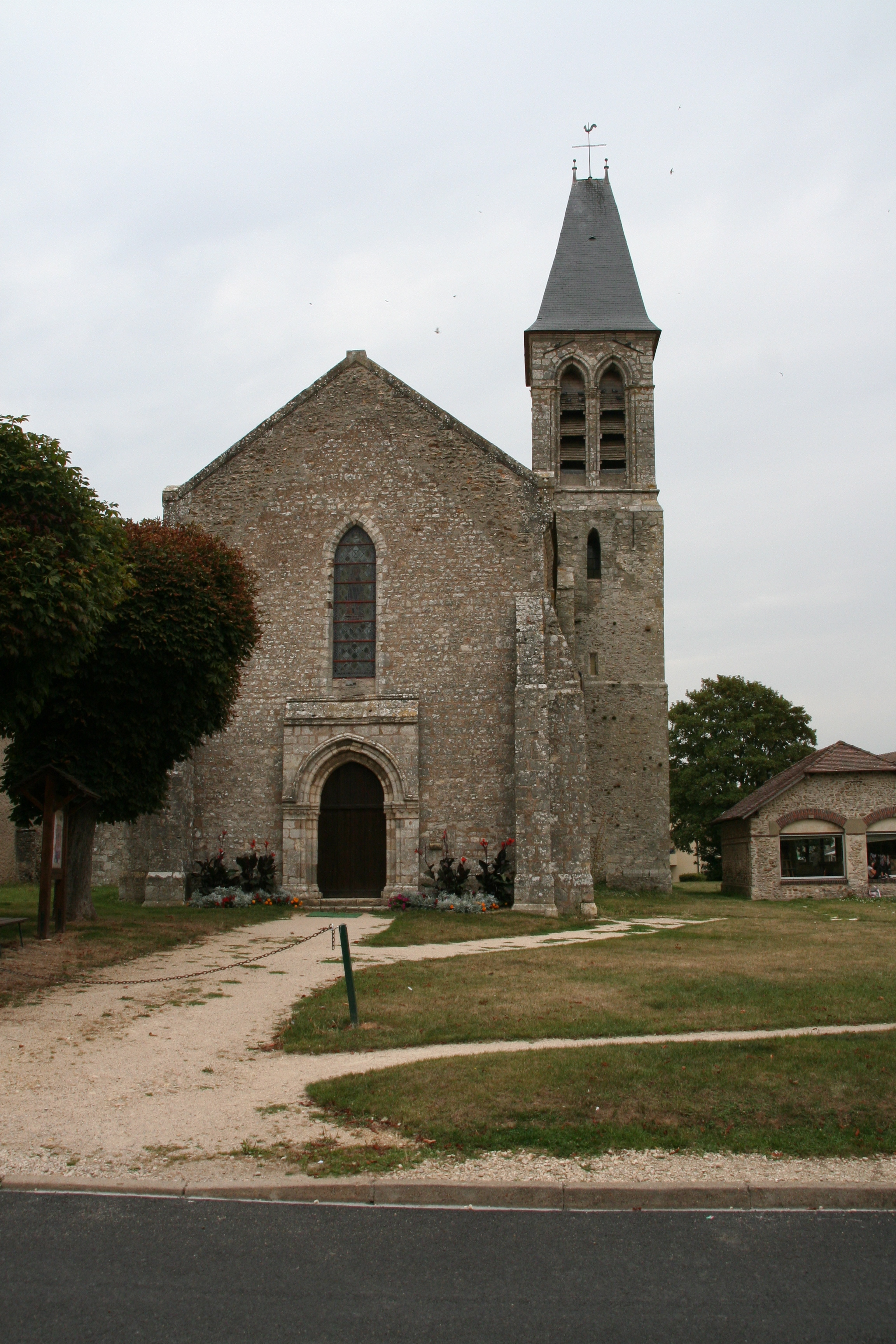
Kirche Notre-Dame-de-l'Assomption